# Min onkel
Min onkel (originaltitel: Mon Oncle). fransk komediefilm fra 1958 og Jacques Tatis tredje spillefilm.

## Handling
|  | Oprydning i afsnittet Afsnittet er præget af, at der er skrevet om flere forskellige emner under et. Den bør derfor omstruktureres og evt. omskrives. |

### Karaktererne
Her følger vi Tatis mest kendte karakter Monsieur Hulot. Hulot er sindbilledet på det "gamle" Frankrig. Han bor i et faldefærdigt hus et eller andet sted – formentlig – i Paris. Nøglen til hoveddøren placerer han på dørkarmen, efter han har sikret sig, at solspejlningen fra et vindue når naboens kanariefugl, der henslæber en tilværelse i evig skygge. Ad et sindrigt system af trapper og gange når han ned til gadeplanet, hvor han ganske uskyldigt flirter med underboens datter. Herfra går turen i nabolagets smågader medbringende den karakteristiske pibe, blød hat, sort paraply over armen – selvom det aldrig regner, og for korte bukser, der afslører de stribede strømper. Gåturen har tilsyneladende intet andet formål end at hilse på og småsnakke med de mennesker, han møder. Han overtales til at drikke en øl på det lokale værtshus efter at have vekslet et par ord med stedets gadefejer, som hele filmen igennem absolut intet når at få fejet væk, da han har travlt med at dele stort og småt med de forbipasserende. Med andre ord er Hulot den perfekte antitese til det moderne menneske, der skal skynde sig på lønarbejde for at skabe en karriere og en pensionsopsparing. Hans eneste bedrift er, at han fra tid til anden skal hente sin nevø fra skole.

### Familien og deres univers
Hans søster er nemlig gift med direktøren for et mærkværdigt plastikfirma, Monsieur Arpel, og sammen lever de to med sønnen en tilværelse, der er den absolutte modsætning til Hulots. De bor i den anden ende af "Paris" i et topmoderne hjem, fyldt med den allernyeste teknologi og hvor alle funktioner er fuldautomatiske. Det kulturclash kommer der selvsagt meget sjov ud af[kilde mangler].
Gennem Hulot tegner Tati et morsomt, men også barokt portræt af den moderne fascination af teknologi. Nevøen bor med sine overvægtige og ikke mindst snobbede forældre i det topmoderne hus og med en surrealistisk have, hvor græsset på ingen måde må betrædes. Al gang foregår via  et sindrigt system af fliser og nedlagte sten. Havens pryd er et springvand udformet som et stor fisk, som tændes hver gang gæster – hvis de er vigtige nok – træder ind af porten og slukkes hver gang, de går igen. Deres nabo er en snobbet dame, som de uden held forsøger at afsætte til Hulot. Huset er for øvrigt udstyret med to store, runde vinduer i overetagen, som på et tidspunkt i filmen kommer til at udgøre et par øjne i natten.

### Hulots verden
I Hulots bydel er verden en hel anden uden biler, med ineffektive gadefejere, og hvor de uvorne børn leger på den lokale losseplads. Med andre ord en tidslomme, hvor moderniteten endnu ikke har stukket sit "modbydelige" ansigt frem. Det er selvsagt også et paradis og et tiltrængt åndehul for nevøen, som hygger sig med uhumske sukkerkager, snavs og drengestreger. Hans far, Monsieur Arpel, mener selvsagt, at Hulot har en dårlig indflydelse på drengen, hvilket afstedkommer flere morsomme uoverensstemmelser i det kølige modernistiske hjem.

## Betydning
Filmen er med andre ord en meget konservativ – men ikke desto mindre også meget morsom – skildring af den brydningstid, som også Frankrig gennemgik i slutningen af 1950'erne. Hertil er Tati i rolle som Monsieur Hulot ubetalelig i sine mange fejltrin og små pudsige karaktertræk.